# Raurkela Industrial Township
Raurkela Industrial Township är en industriort (industrial township) i den indiska delstaten Odisha, och tillhör distriktet Sundargarh. Den är en förort till Raurkela, och folkmängden uppgick till 210 317 invånare vid folkräkningen 2011.